# Karl von Scheurlen (Politiker)
Karl Friedrich Scheurlen, ab 1867 von Scheurlen, (* 3. September 1824 in Tübingen; † 1. April 1872 in Stuttgart) war ein Jurist, Staatsbeamter und Innenminister des Königreichs Württemberg.

## Herkunft
Scheurlen kam als Sohn des Professors Karl von Scheurlen (* 1798; † 1850) und der Charlotte geborene Pfizer (* 1802), einer Cousine von Paul Pfizer, zur Welt und wuchs mit mehreren Geschwistern auf.

## Werdegang
Scheurlen besuchte das Lyzeum in Tübingen und seit 1839 das Gymnasium in Stuttgart. Sodann nahm Scheurlen 1841 ein Studium der Rechtswissenschaften an der Universität Tübingen auf, welches er 1846 mit der Ersten Höheren Justizdienstprüfung beendete. Während des Studiums schloss er sich der Burschenschaft Germania Tübingen an. Nach einem Referendariat beim Stadtgericht Stuttgart und beim Gerichtshof in Tübingen bestand er 1847 die zweite Staatsprüfung. Nun wurde er Gerichtsaktuar beim Oberamtsgericht in Heilbronn, 1850 Gerichtsassessor,  1851 Oberjustizassessor in Ellwangen beim Gerichtshof des Jagstkreises. Im Jahre 1856 wurde er zum Oberamtsrichter in Mergentheim berufen und  1863 zum Oberjustizrat beim Kreisgericht in Esslingen befördert.

## Ministerialbeamter
Im Mai 1865 wurde Scheurlen Vortragender Rat im Departement des Justizwesens und Generalstaatsanwalt. 1867 nahm er an den Verhandlungen der Bundesliquidationskommission in Frankfurt am Main teil und wurde im selben Jahr Wirklicher Staatsrat und Mitglied des Geheimen Rats. 1868 befasste sich Scheurlen im Zuge der anstehenden Justizreform mit den Gesetzen über die Gerichtsverfassung und den Strafprozess. 

## Politik
Bereits seit dem Ende der fünfziger Jahre des 19. Jahrhunderts verfolgte Scheurlen die Idee einer Fraktionsbildung der Konservativen in der Zweiten Kammer der Landstände zur Unterstützung der Regierungspolitik. Sein erster Versuch misslang, 1862 in den Landtag einzuziehen. Von 1870 bis 1872 vertrat er die Wähler des Oberamts Gaildorf in der Kammer der Abgeordneten des württembergischen Landtags. 
Seit dem 23. März 1870 war Schuerlen vorläufiger Chef des Departements des Innern im Ministerium Varnbüler und ab 31. August 1870 mit dem Titel Staatsminister Leiter desselben Ressorts in der Regierung Mittnacht. Seit 1871 war er Bevollmächtigter beim Bundesrat.

## Privatleben
Karl von Scheurlen war evangelisch und heiratete Eva Katharina Pfreindt († 1888). Aus der Ehe gingen mehrere Kinder hervor. Unter ihnen hervorzuheben sind Fritz von Scheurlen (* 1858; † 1927), der Präsident der Ministerialabteilung für das Hochbauwesen und der konservative Politiker Ernst von Scheurlen (* 1863; † 1952). 

## Ehrungen
- 1867 das Ritterkreuz und später das Großkreuz des Ordens der Württembergischen Krone
- Komturkreuz II. Klasse des königlich-württembergisch Friedrichs-Ordens
- Großkomturkreuz des königlich-bayerischen Verdienstordens vom Heiligen Michael